# Tomocyrba berniae
Tomocyrba berniae är en spindelart som beskrevs av Szüts, Scharff 2009. Tomocyrba berniae ingår i släktet Tomocyrba och familjen hoppspindlar. Inga underarter finns listade i Catalogue of Life.